# Sałmi-2
Sałmi-2 (ros. Салми-2, krl. Salmi-2) – przystanek kolejowy w miejscowości Sałmi, w rejonie pitkiaranckim, w Karelii, w Rosji. Położony jest na linii Janisjarwi – Łodiejnoje Pole.
Przystanek powstał w XXI w. Wcześniej 800 m na zachód (w stronę Janisjarwi) istniał przystanek Tulema.